# Anastoechus rubricosus
Anastoechus rubricosus är en tvåvingeart som först beskrevs av Christian Rudolph Wilhelm Wiedemann 1821.  Anastoechus rubricosus ingår i släktet Anastoechus och familjen svävflugor. Inga underarter finns listade i Catalogue of Life.